# Denis Kolodin
Denis Kolodin (ryska: Денис Алексеевич Колодин), född 11 januari 1982, är en rysk före detta fotbollsspelare.
Han spelar mellan 2005 och 2013 i FK Dynamo Moskva. Han har också gjort en del landskamper, han spelade bland annat i EM 2008.

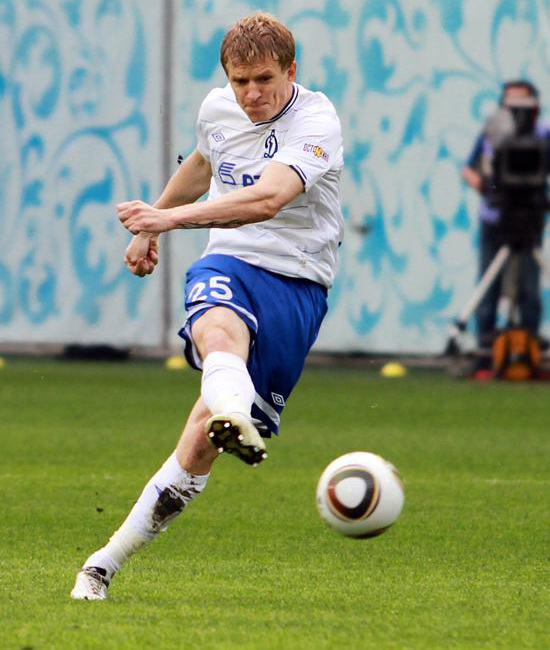
Denis Kolodin (2010)